# NGC 7163
NGC 7163 is een balkspiraalstelsel in het sterrenbeeld Zuidervis. Het hemelobject werd op 27 september 1834 ontdekt door de Britse astronoom John Herschel.

## Synoniemen
- ESO 466-30
- MCG -5-51-35
- IRAS 21564-3207
- PGC 67785